# 陰陽師 玉手匣
『陰陽師 玉手匣』（おんみょうじ たまてばこ）は、岡野玲子による日本の漫画。隔月雑誌『MELODY』（白泉社）にて2011年2月号から2017年6月号まで連載。単行本はジェッツコミックスから全7巻が発行されている。
夢枕獏の小説『陰陽師』を原作とした同名漫画『陰陽師』（1993年 - 2005年）の続編・新シリーズにあたる。前作でも物語後半からは原作を離れた独自の展開となっていたが、新シリーズにあたり夢枕獏は「原案」となった。

## 登場人物

### 上記以外の人物
朔（さく）
安倍晴明と真葛の子で、後の安倍吉昌（あべのよしまさ）。召使いの式神たちからは「若子（わこ）さま」と呼ばれている。悪戯好きでしょっちゅう勉強中に抜け出して教育係のマキモノを困らせているが、幅広い独学に関しての向学心も強い。将来、天文博士になることを目指している。
巻物（マキモノ）
司馬遷の『史記』のうち、天文学についてまとめられた「天官書」の付喪神。若子の教育係。
暗闇丸（くらやみまる）
30歳ほどの長身の男。「暗闇丸」は妻の匏が名付けた通称。元はちゃんとした仕え先もあったが、匏と出逢って盗賊になった。
匏（ひさご）
暗闇丸の妻で、謎多き女。暗闇丸の資質を見込み、盗賊団に引き込んだ。

## 道具、物
牧馬（ぼくば）
唐より伝えられた「玄象」に並ぶ琵琶の名器。内裏の炎上騒ぎで行方不明となっていたが、博雅が牛車で通りかかった屋敷に住む謎の姫が所持しており、返された。

## 書誌情報
- 画：岡野玲子、原案：夢枕獏 『陰陽師 玉手匣』 白泉社〈ジェッツコミックス〉、全7巻
  1. 2011年12月28日発売 ISBN 978-4-592-14881-4
  2. 2012年10月29日発売 ISBN 978-4-592-14882-1
  3. 2013年8月28日発売 ISBN 978-4-592-14883-8
  4. 2014年7月29日発売 ISBN 978-4-592-14884-5
  5. 2015年5月29日発売 ISBN 978-4-592-14885-2
  6. 2016年4月28日発売 ISBN 978-4-592-14886-9
  7. 2017年7月28日発売 ISBN 978-4-592-14887-6